# آرام‌پزی

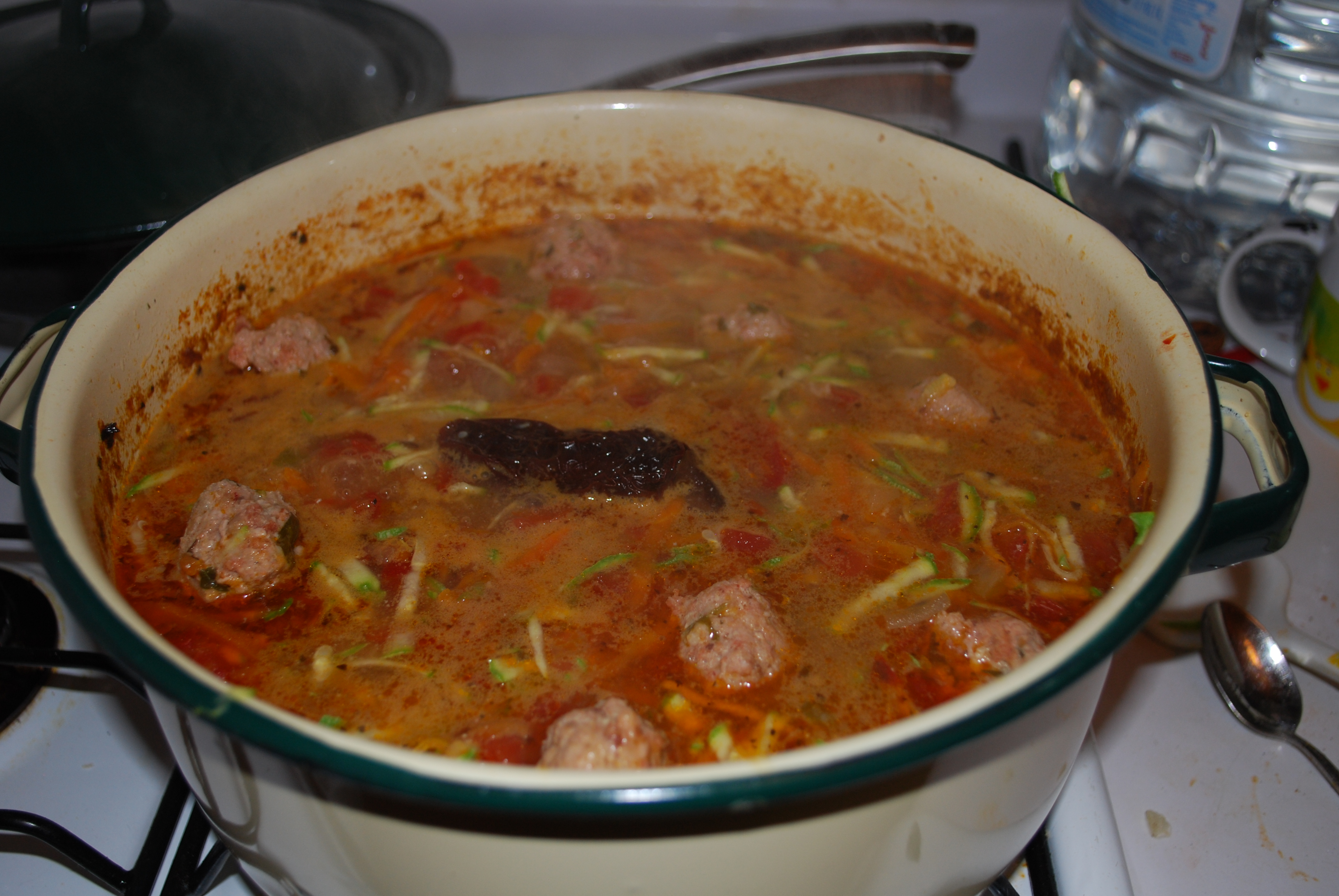

آرام‌پزی (به انگلیسی simmering) پختن مواد غذایی در مایعی مانند آب در درجهٔ حرارتی پایینتر از نقطهٔ جوش است.
در آرام‌پزی غذا را در زیر نقطه جوش آب یعنی ۱۰۰ درجه سانتی گراد (مثلاًحدود ۹۴ درجه سانتی گراد) یا هر مایع دیگری (مثلاً «شیر) به صورت ملایم در حالت تقریباً» نیمه‌جوش نگاه داشته تا نهایتاً «پخته شود.
دمای مایع نباید به حالتی برسد که تولید حباب بخار نماید. به عنوان مثال انواع خورش را برای بهتر جا افتادن و کامل پختن بااین شیوه تهیه می‌کنند. آب‌پزی ملایم از این لحاظ که مثلاً» تکه‌های گوشت سفت و سبزیجات تکه‌تکه نمی‌شوند یک برتری نسبت به آب‌پز کردن سریع و جوشیدن کامل می‌باشد. آرام‌پزی شیوه‌ای مناسب و مؤثر در پخت غذا می‌باشد. اگر در این روش به جای آب از شیر یا خامه استفاده کنیم از اصطلاح شیر و خامه پزی استفاده می‌شود. دمای نهایی آرام‌پزی موضوعی است که بین سرآشپزان مورد بحث و اختلاف نظر است، این دما بین ۸۲ تا ۹۴ درجه سانتی گراد متغیر است.